# 纽堡 (北达科他州)
纽堡（英語：Newburg），是美国北达科他州下属的一座城市。根据2010年美国人口普查，该市有人口110人。